# 1770 en musique classique
| \| • Retour à la chronologie générale de la musique classique • \| |
| Grèce • Rome • Haut Moyen Âge • VIIIe siècle • IXe siècle • Xe siècle • XIe siècle XIIe siècle • XIIIe siècle • XIVe siècle • XVe siècle • XVIe siècle • XVIIe siècle XVIIIe siècle • XIXe siècle • XXe siècle • XXIe siècle |
| • Retour à la chronologie générale de la musique classique • |

| Années en musique classique : 1767 - 1768 - 1769 - 1770 - 1771 - 1772 - 1773    |
| Décennies en musique classique : 1740 - 1750 - 1760 - 1770 - 1780 - 1790 - 1800 |

## Événements

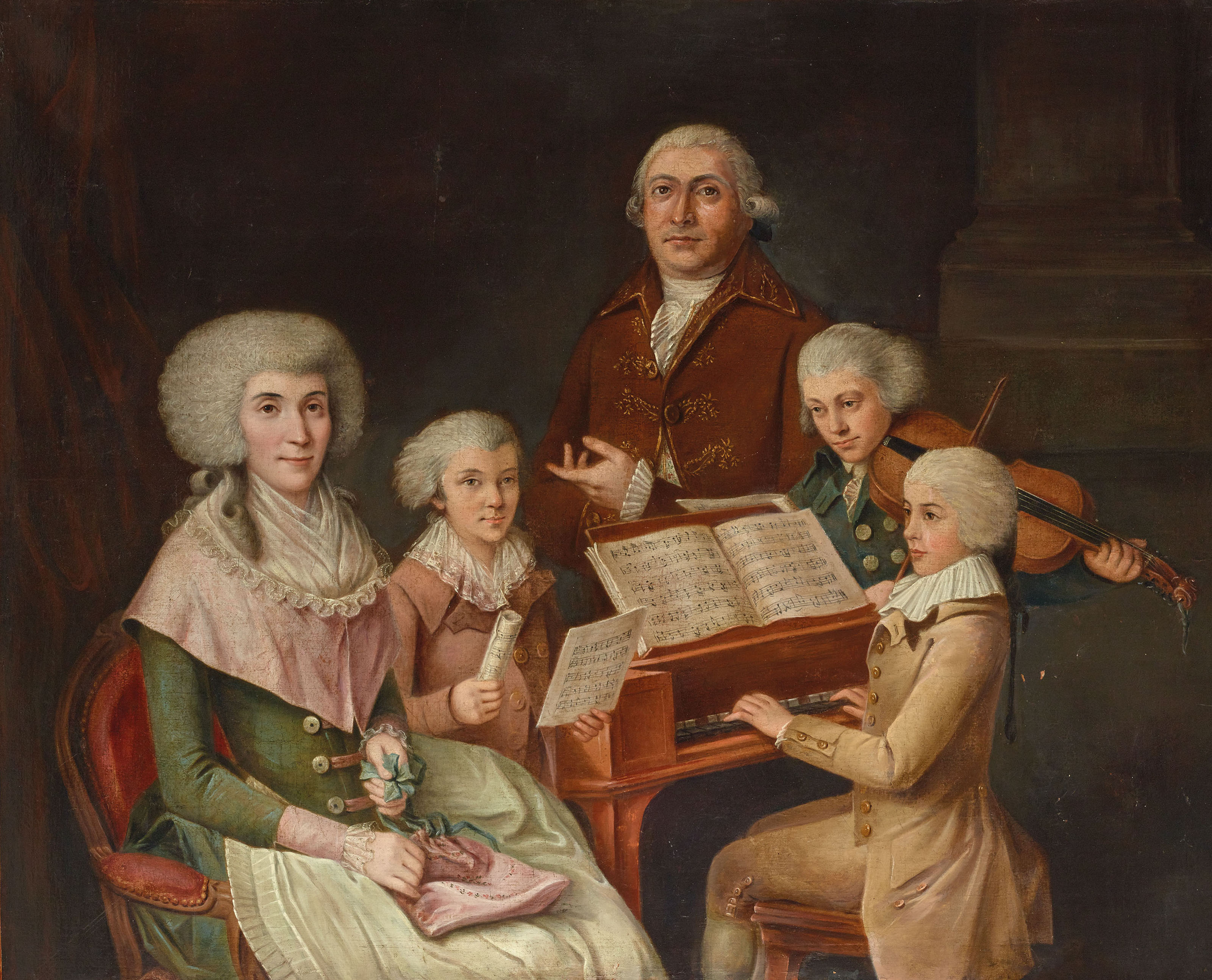
Mozart rencontre le violoniste Thomas Linley

- Le Concert des amateurs, créé l'année précédente, est animé par Gossec à Paris.

### Créations
- 19 février : Silvain, opéra d'André Grétry, à Paris.
- 15 mars : Quatuor no 1 en sol majeur K. 80(73f), composé par Mozart, à Lodi.
- 30 mai : Armide abandonnée, mélodrame de Niccolo Jommelli, au San Carlo de Naples[1].
- 3 novembre : Paride ed Elena (Pâris et Hélène), opéra de Gluck sur des textes de Calzabigi, à Vienne.
- 26 décembre : Mithridate, roi du Pont, opéra seria de Wolfgang Amadeus Mozart, à Milan.

#### Date indéterminée
- Pygmalion, scène lyrique écrite par Jean-Jacques Rousseau, mise en musique par Horace Coignet, à Lyon.

## Naissances

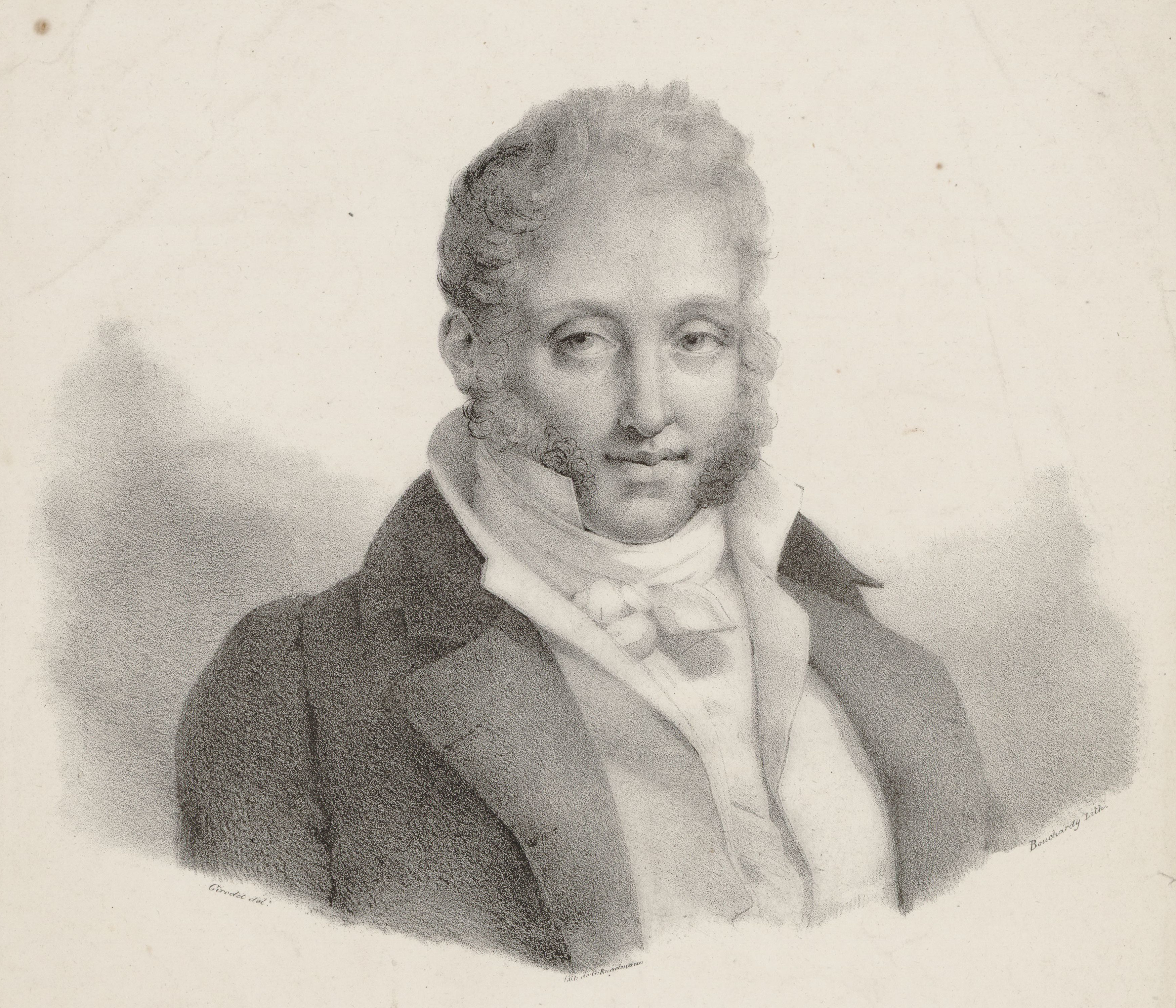
Ferdinando Carulli

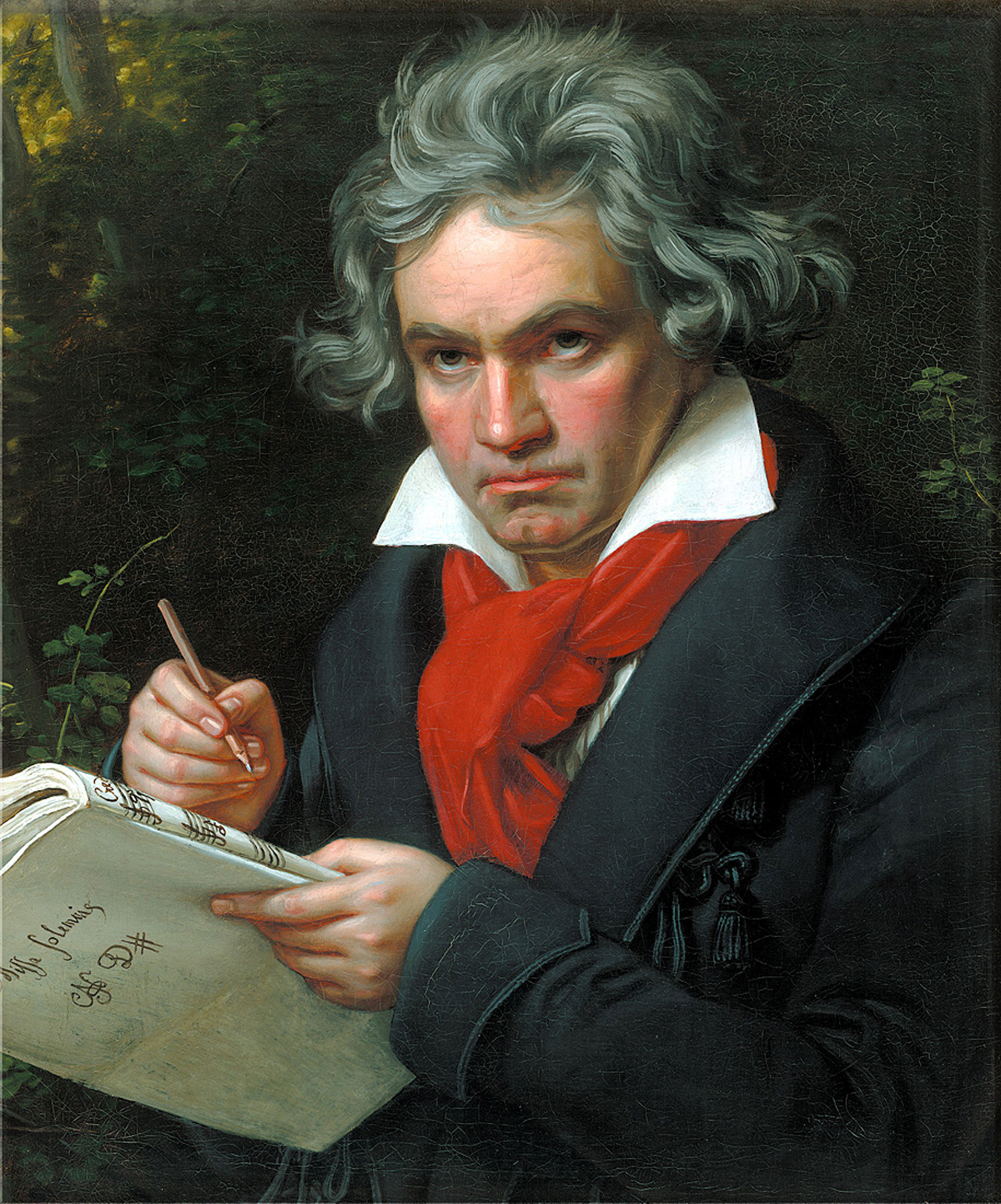
Ludwig van Beethoven

- 4 janvier : Jeanne-Hippolyte Devismes, compositrice française († après 1834).
- 9 février : Ferdinando Carulli, guitariste et compositeur italien  († 17 février 1841).
- 18 février : Johann Christian Heinrich Rinck, organiste, compositeur et pédagogue allemand († 7 août 1846).
- 19 février : Joseph Bähr, clarinettiste allemand († 7 août 1819).
- 20 février : Jan August Vitásek, compositeur, pianiste, professeur de musique et maître de chapelle de Bohême († 7 décembre 1839).
- 24 février : Guillaume Triébert, facteur d'instruments à vent français provenant de Laubach (Hesse) et est considéré comme le fondateur du hautbois français († 5 juin 1848).
- 26 février : Anton Reicha, compositeur tchèque († 28 mai 1836).
- 2 mars : Johan Ernst Hartmann, organiste et compositeur danois († 16 décembre 1844).
- 19 avril : Georg Abraham Schneider, corniste, compositeur et maître de chapelle prussien († 19 janvier 1839).
- 11 mai : Henri Jean Rigel, compositeur français († 16 décembre 1852).
- 4 juin : James Hewitt, compositeur, éditeur, violoniste et organiste américain d'origine anglaise († 2 août 1827).
- 29 août : Václav Farník, clarinettiste et Hautboïste tchèque († 30 novembre 1838).
- 7 octobre : Max Keller, compositeur et organiste allemand († 6 décembre 1855).
- 8 novembre : Friedrich Witt, compositeur et violoncelliste allemand († 3 janvier 1836).
- 16 (ou 17) décembre : Ludwig van Beethoven, compositeur allemand  († 26 mars 1827).

Date indéterminée
- Bernhard Flies, médecin et compositeur amateur allemand.
- Ercole Paganini, compositeur italien († 1825).
- Ferdinando Provesi, compositeur, organiste et pédagogue italien († 1833).
- Artem Vedel, compositeur, violoniste et chanteur ukrainien († 14 juillet 1808).

## Décès

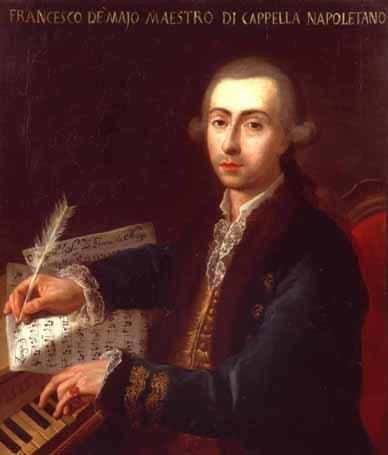
Gian Francesco de Majo

- 26 février : Giuseppe Tartini, violoniste et compositeur italien (° 8 avril 1692).
- 19 avril : Esprit Antoine Blanchard, maître de musique et compositeur français  (° 29 février 1696).
- 9 ou 10 mai : Charles Avison, compositeur britannique (° février 1709).
- 13 juin : Diamante Medaglia Faini, compositrice et poète italienne (° 28 août 1724).
- 1er octobre : Louis-Gabriel Guillemain, compositeur et violoniste français (° 5 novembre 1705).
- 17 novembre : Gian Francesco de Majo, compositeur italien (° 24 mars 1732).
- 9 décembre : Gottlieb Muffat, compositeur et organiste allemand (° 25 avril 1690).